# Rainer Woelki
Rainer Maria Woelki (Köln, 18. kolovoza 1956.) njemački je kardinal Katoličke Crkve. Nadbiskup Kölna je od 20. rujna 2014. nakon što ga je Katedralni kaptol izabrao da naslijedi Joachima Meisnera na tom položaju. Prethodno je služio kao nadbiskup Berlina.
Papa Ivan Pavao II. imenovao ga je 24. veljače 2003. naslovnim biskupom Scampa i pomoćnim biskupom Kölnske nadbiskupije. Posvetio ga je 30. ožujka 2003. kardinal Joachim Meisner.